# Sporting Clube Encarnacense
O Sporting Clube Encarnacense é um clube desportivo português, localizado na freguesia de Encarnação, concelho de Mafra, distrito de Lisboa.

## História
O clube foi fundado a 12 de Agosto de 1943 e, apesar de tradicionalmente utilizar um equipamento semelhante, e de ter um leão no seu símbolo, não é filial do Sporting Clube de Portugal.  Em 1968, foi construído um campo de futebol próprio para o Clube, o Campo de Futebol Dr. Raul Andrade. Consequentemente, fez-se a inscrição na Associação de Futebol de Lisboa
A 30 de Setembro de 2001, o Clube inaugurou o relvado sintético e um novo sistema de iluminação.

Talvez pela melhoria das condições, na época de 2002/03, a equipa sénior subiu, pela primeira vez, à Divisão de Honra da AFL e foi mesmo vice-campeão. O seu presidente em 2010 era Nuno Santos.

## Campo de Jogos
Campo Dr. Raul Andrade

## Marca do equipamento
Tepa